# Насос (сузір'я)

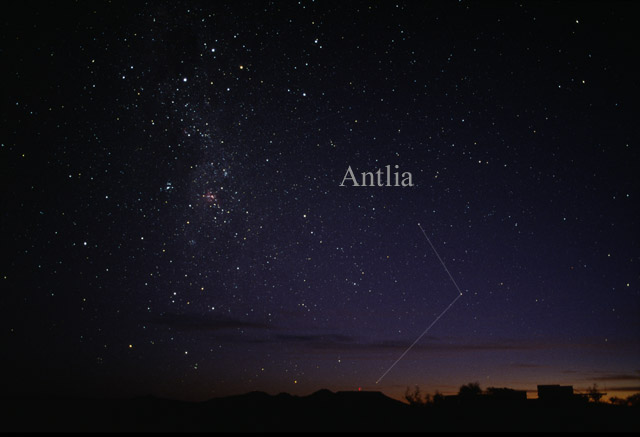
Насос неозброєним оком.

Насо́с (лат. Antlia) — сузір'я південної півкулі неба. Містить 42 зорі, видимих неозброєним оком.

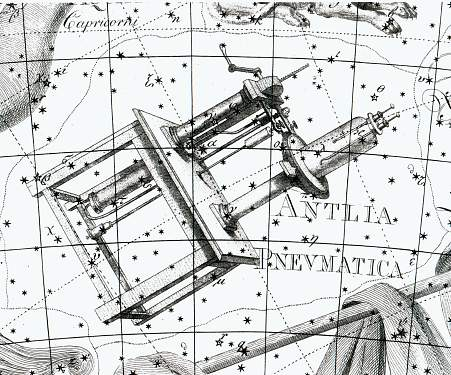
Зображення сузір'я Насоса в Уранографії Йоганна Боде, 1801 рік.

Нове сузір'я. Виокремлене французьким астрономом у 1754 році Нікола Лакайлем, який запровадив 14 нових сузір'їв південної півкулі неба, щоб заповнити декілька тьмяних ділянок зоряного неба. Оригінальною назвою сузір'я була Antlia pneumatica, в честь винайденого Дені Папеном повітряного насоса.

## Зорі та інші об'єкти
Найяскравіша зоря — Альфа Насоса (4,25 m), помаранчевий гігант.
Об'єкти далекого космосу: спіральна галактика типу Sc NGC 2997 та карликова сфероїдальна галактика Antlia Dwarf.